# Катар на Светском првенству у атлетици у дворани 2018.
Катар је учествовао на 17. Светском првенству у атлетици у дворани 2018. одржаном у Бирмингему од 1. до 4. марта. У свом дванаестом учешћу на Светским првенствима у дворани до данас, репрезентацију Катара представљала су 3 атлетичара који су се такмичили у три дисциплине.,
По броју освојених медаља Катар је делио 18. место са освојеном једном, сребрном медаљом.
У табели успешности према броју и пласману такмичара који су учествовали у финалним такмичењима (првих 8 такмичара) Катар је са два учесника у финалу делио 30. место са 7 бодова.
| Плас. | Земља | 1. место | 2. место | 3. место | 4. место | 5. место | 6. место | 7. место | 8. место | Бр. финал. | Бод. |
| ----- | ----- | -------- | -------- | -------- | -------- | -------- | -------- | -------- | -------- | ---------- | ---- |
| =30.  | Катар | 0        | 1        | 0        | 0        | 0        | 0        | 0        | 0        | 1          | 7    |

## Учесници
Мушкарци:
- Тосин Огуноде — 60 м
- Абдалелах Харун — 400 м
- Мутаз Еса Баршим — Скок увис

## Освајачи медаља (1)

### Сребро (1)
- Мутаз Еса Баршим — Скок увис

## Резултати

### Мушкарци
| Атлетичар        | Дисциплина | Лични рекорд | Квалификације   | Квалификације   | Полуфинале           | Полуфинале           | Финале               | Финале               | Детаљи |
| Атлетичар        | Дисциплина | Лични рекорд | Резултат        | Место           | Резултат             | Место                | Резултат             | Место                | Детаљи |
| ---------------- | ---------- | ------------ | --------------- | --------------- | -------------------- | -------------------- | -------------------- | -------------------- | ------ |
| Тосин Огуноде    | 60 м       | 6,50         | 6,72 кв         | 4. у гр. 6      | 6,77                 | 6. у гр. 2           | Није се квалификовао | 21 / 49 (52)         |        |
| Абдалелах Харун  | 400 м      | 45,39        | дисквалификован | дисквалификован | Није се квалификовао | Није се квалификовао | Није се квалификовао | Није се квалификовао |        |
| Мутаз Еса Баршим | Скок увис  | 2,41 НР      |                 |                 |                      |                      | 2,33                 |                      |        |